# David Rockefeller
David Rockefeller (Nova Iorque, 12 de junho de 1915 — Mount Pleasant, 20 de março de 2017) foi um banqueiro e filantropo estadunidense, que atuou como presidente e executivo-chefe do Chase Manhattan Corporation. Foi o mais antigo membro vivo da família Rockefeller, patriarca desde julho de 2004. Era o filho mais novo de John D. Rockefeller, Jr. e Abby Aldrich Rockefeller, e último neto sobrevivente de John D. Rockefeller e Laura Spelman Rockefeller.

## Vida e obra
David Rockefeller nasceu na cidade de Nova Iorque, e cresceu em uma casa de nove andares no número 10 da West 54th Street, na época, a maior residência particular da cidade. Ele é o caçula dos seis filhos do financista John Davison Rockefeller, Jr. e da socialite Abigail Greene "Abby" Aldrich. John Jr. era o único filho do co-fundador da Standard Oil Company John Davison Rockefeller, Sr. e da professora Laura Celestia "Cettie" Spelman. Abby era filha do senador Nelson Aldrich Wilmarth e Abigail Pearce Truman "Abby" Chapman. Os cinco irmãos mais velhos de David eram Abby (1903-1976), John III (1906-1978), Nelson (1908-1979), Laurance (1910-2004), e Winthrop (1912-1973). A casa continha tesouros raros, antigos, medievais e renascentistas recolhidos por seu pai, com alguns, como as tapeçarias do unicórnio, mantido em um edifício adjacente na 12 West 54th Street. No sétimo andar ficava a moderna galeria de arte privada de sua mãe. A casa foi posteriormente doada pelo pai de David como um local para um jardim de esculturas, que agora faz parte do Museu de Arte Moderna de Nova Iorque.

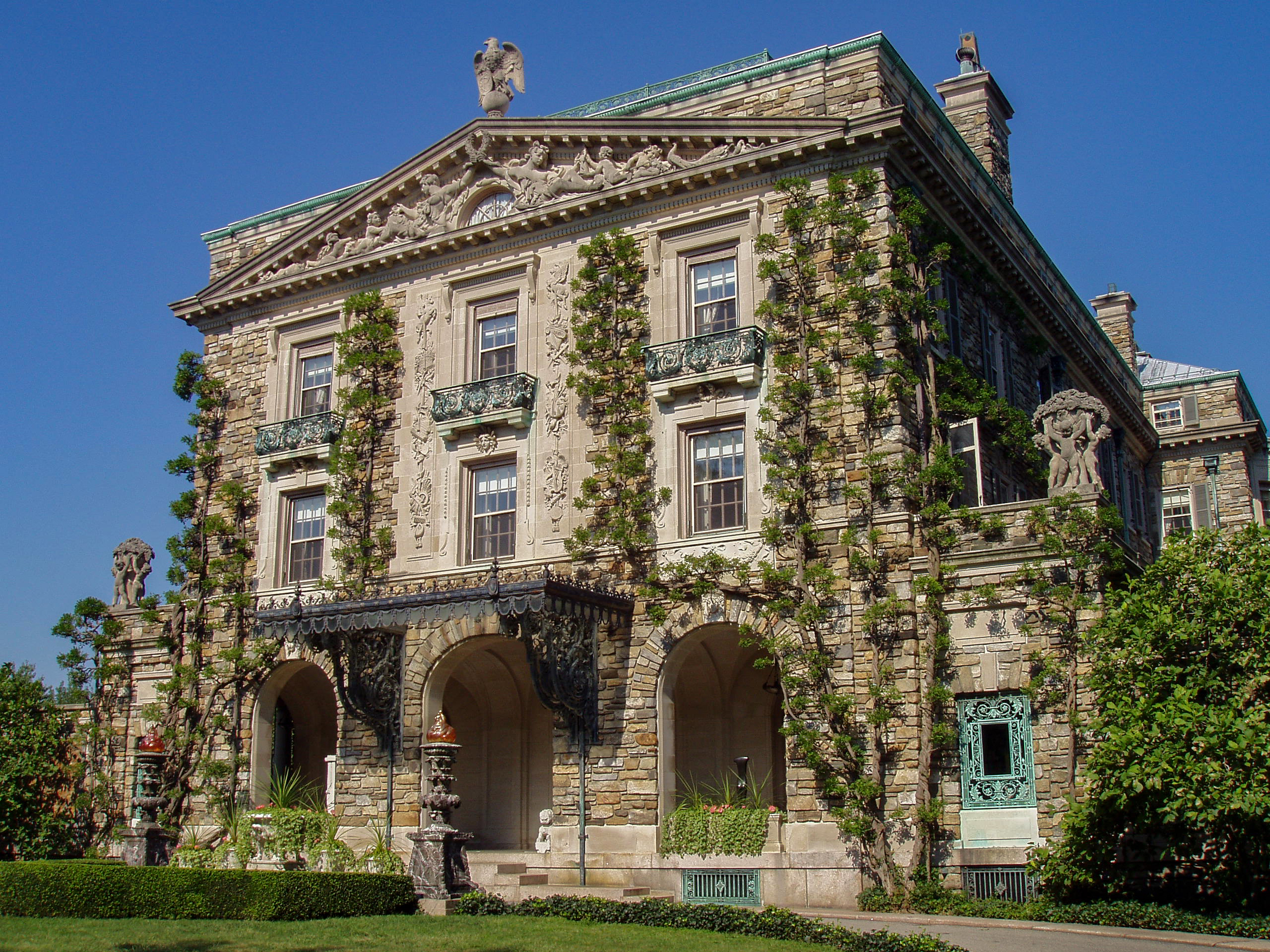
Fachada da mansão Kykuit, na cidade de Nova Iorque, construída por John D. Rockefeller Sr., e sede da família Rockefeller

Quando criança ele passou muito tempo na propriedade familiar Kykuit, onde, em suas memórias, ele lembra de visitas de amigos de seu pai, incluindo o general George C. Marshall, o aventureiro almirante Richard Evelyn Byrd (cujas expedições à Antártida haviam sido financiadas pela família), e o aviador Charles Lindbergh. As férias de verão aconteciam no Eyrie, uma casa de 100 quartos em Seal Harbor, na costa sudeste da Ilha de Mount Desert, no Maine. A casa foi demolida a pedido da família no início da década de 1960.
Rockefeller frequentou a Experimental Lincoln School na 123 Street, em Harlem. A escola foi ideia de Abraham Flexner, que tinha estruturado a instituição segundo a filosofia educacional de John Dewey. Foi inaugurada em 1916 e foi operada pela Teachers College da Universidade Columbia, com financiamento cruciais em seus primeiros anos da General Education Board dos Rockefellers, uma instituição educacional filantrópica depois vinculada à Fundação Rockefeller.
Em 1936, Rockefeller graduou-se cum laude pela Universidade de Harvard, onde também estudou economia durante um ano e posteriormente mais um ano na London School of Economics (LSE). Foi na LSE que ele conheceu o futuro presidente John F. Kennedy (embora ele tivesse sido mais cedo seu contemporâneo na Universidade de Harvard) e namorou a irmã de Kennedy, Kathleen. Durante seu tempo no exterior, Rockefeller trabalhou brevemente na sucursal de Londres do que se tornou o Chase Manhattan Bank. Tendo retornado aos Estados Unidos para completar seus estudos de pós-graduação, em 1940, ele recebeu um Ph.D. da Universidade de Chicago. Sua dissertação foi intitulada Unused Resources and Economic Waste (recursos não utilizados e desperdício econômico).
Após completar seus estudos em Chicago, ele se tornou secretário do prefeito de Nova Iorque, Fiorello La Guardia, durante 18 meses a um "dólar por ano", na posição de serviço público. Embora o prefeito indicou à imprensa que Rockefeller era apenas um dos 60 estagiários do governo da cidade, o seu espaço de trabalho foi, de fato, a vacância do cargo de vice-prefeito.[carece de fontes?]
De 1941 a 1942, Rockefeller foi diretor regional adjunto do Escritório de Defesa, Saúde e Serviços Sociais dos Estados Unidos. Depois que a guerra eclodiu, ele se alistou no Exército dos Estados Unidos e frequentou a Officer Candidate School, em 1943; ele acabou sendo promovido a capitão em 1945. Durante a Segunda Guerra Mundial, ele serviu no Norte de África e França (David falava fluentemente francês) para a inteligência militar da criação de unidades de inteligência políticos e econômicos. Durante sete meses, ele também atuou como adido militar adjunto da embaixada americana em Paris. Durante este período, ele recorreria  a contatos familiares e executivos da Standard Oil em caso de assistência.
Em 1946, Rockefeller se juntou à equipe do Chase National Bank, instituição associada desde longa data à família Rockefeller. O presidente na época era o seu tio Winthrop W. Aldrich. O Banco Chase, foi principalmente um banco de atacado, lidando com outras instituições proeminentes financeiras e grandes clientes corporativos, tais como General Electric (que tinha, através de sua filial RCA, arrendado espaço de destaque e tornou-se um primeiro inquilino crucial do Rockefeller Center, em 1930). O banco também estava intimamente associado à indústria petrolífera, tendo conexões de longa data com os seus conselheiros para as empresas sucessoras da Standard Oil, especialmente ExxonMobil. Chase National posteriormente tornou-se o Chase Manhattan Bank em 1955 e mudou significativamente sua banca de consumo. A instituição agora é chamada JPMorgan Chase.
Rockefeller começou como um gerente assistente no Departamento Estrangeiro. Lá, ele financiou o comércio internacional de uma série de commodities, como café, açúcar e metais. Esta posição também lhe permitiu manter relações com mais de 1000 bancos correspondentes em todo o mundo. Ele atuou em outras posições e tornou-se presidente em 1960. Foi presidente e executivo-chefe do Chase Manhattan (1969-1980) e presidente até 1981. Em 1980, era o maior acionista individual do banco, com 1.7% de suas ações.
Em 1954, Rockefeller tornou-se presidente do comitê encarregado de decidir o local da nova sede do banco. No ano seguinte, a sua decisão de erigir o edifício na área de Wall Street foi aceita; posteriormente foi visto como uma decisão que directamente reviveu o centro financeiro da cidade. Em 1960, a sede foi concluída sob sua direção no One Chase Manhattan Plaza, em Liberty Street, no centro de Manhattan, bem em frente ao Federal Reserve Bank de Nova York. Com 60 andares, era na época o maior prédio do banco no mundo; também tinha cinco andares subterrâneos e abrigava o maior cofre do banco.
Na década de 1960 Rockefeller e outros empresários formaram o International Advisory Committee (IAC), que até 2005 consistiu de vinte e oito proeminentes empresários de 19 países de todo o mundo, muitos dos quais eram seus amigos pessoais. Rockefeller, posteriormente, tornou-se presidente do comitê até que se aposentou dessa posição no IAC em 1999. Após a fusão com J.P. Morgan, esta comissão foi rebatizada para International Council, e contém figuras proeminentes, como Henry Kissinger, Riley P. Bechtel (do Grupo Bechtel), Andre Desmarais, Lee Kuan Yew e George Shultz, o atual presidente. Historicamente, figuras proeminentes no IAC têm incluído Gianni Agnelli (um associado de longa data, que passou 30 anos no Comitê), John Loudon (presidente da Royal Dutch Shell), C. Douglas Dillon, David Packard e Henry Ford II.
Sob seu mandato como CEO, Chase expandiu internacionalmente e tornou-se um pilar central no sistema financeiro mundial; o Chase tem uma rede global de bancos correspondentes que tem sido estimados em cerca de 50.000, o maior de qualquer banco do mundo. Em 1973, Chase estabeleceu a primeira filial de um banco americano em Moscou, perto do Kremlin, na então União Soviética. Naquele ano Rockefeller viajou para a China, como resultado seu banco tornou-se o Banco Nacional e primeiro banco correspondente da China nos Estados Unidos.
David Rockefeller escreveu, em 1973, sobre os resultados da revolução chinesa:
| “ | \| (...) Whatever the price of the Chinese Revolution, it has obviously succeeded not only in producing more efficient and dedicated administration, but also in fostering high morale and community of purpose. (...) The social experiment in China under. Chairman Mao's leadership is one of the most important and successful in human history. \| (...) Qualquer que tenha sido o preço da revolução chinesa, obviamente teve êxito não só produzindo uma administração mais dedicada e eficiente senão inclusive no fomento de uma alta moral e propósito comunitário. (...) A experiência social na China, sob a liderança de Mao, é uma das mais importantes e bem sucedidas na história humana. \| | ” |
| (...) Whatever the price of the Chinese Revolution, it has obviously succeeded not only in producing more efficient and dedicated administration, but also in fostering high morale and community of purpose. (...) The social experiment in China under. Chairman Mao's leadership is one of the most important and successful in human history. | (...) Qualquer que tenha sido o preço da revolução chinesa, obviamente teve êxito não só produzindo uma administração mais dedicada e eficiente senão inclusive no fomento de uma alta moral e propósito comunitário. (...) A experiência social na China, sob a liderança de Mao, é uma das mais importantes e bem sucedidas na história humana. |   |

Em novembro de 1979, enquanto presidente do Banco Chase, Rockefeller envolveu-se em um incidente internacional quando ele e Henry Kissinger, juntamente com John J. McCloy e assessores de Rockefeller, convenceu o presidente Jimmy Carter, através do Departamento de Estado dos Estados Unidos a admitir o Xá do Irã, Mohammad Reza Pahlavi, para os Estados Unidos para tratamento hospitalar para o linfoma. Esta ação diretamente precipitada que ficou conhecida como a crise dos reféns americanos no Irã colocou Rockefeller sob escrutínio da mídia intensa (especialmente do The New York Times), pela primeira vez em sua vida pública.
Faleceu em sua residência, em 20 de março de 2017, em decorrência de uma falência cardíaca.